# Rzymski grobowiec w Silistrze
Rzymski grobowiec w Silistrze – rzymski grobowiec wybudowany w IV wieku n.e., w mieście Silistra.
W 1984 roku został wpisany na listę informacyjną UNESCO.

## Położenie, okoliczności odkrycia, zwiedzanie
Grobowiec znajduje się w mieście Silistra, w obwodzie Silistra w Bułgarii. Położony jest przy skrzyżowaniu ulic Sedmi Septemvri oraz Boyka Voyvoda.
Został odkryty w 1942 roku. W 2016 roku został udostępniony dla zwiedzających. Można go oglądać po wcześniejszym zgłoszeniu - ze względów konserwatorskich, zwiedzanie jest uzależnione od warunków atmosferycznych.

## Opis grobowca

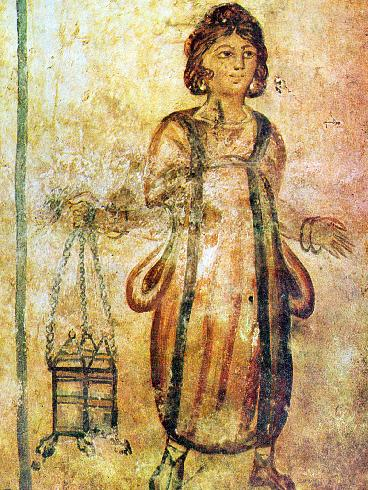
Fresk znajdujący się we wnętrzu grobowca (służąca)

Grobowiec powstał w IV wieku n.e. Posiada pojedynczą komorę grobową o wymiarach 3,30 na 2,60 metra. Wnętrze zwieńczone jest sklepieniem beczkowym, zaś ściany i strop dekorowane są dobrze zachowanymi freskami. 
Centralna scena przedstawia procesję służących i pokojówek, odzianych w elementy kostiumowe i akcesoria toaletowe, zmierzających do pary gospodarzy (małżonków). Na dwóch lunetach widoczne są wizerunki pawów oraz gołębi, natomiast sklepienie zdobią rzeźby zwierząt, motywy roślinne oraz sceny myśliwskie. 
Grobowiec został wzniesiony i udekorowany malowidłami dla szlachetnego obywatela Durostorum (Silistry), jednak ostatecznie nie został wykorzystany.
Dekoracja malarska jest utrzymana w technice i stylu sepulkralnego malarstwa późnoantycznego prowincjonalnego.